# Solar Energy Industries Association
Die Solar Energy Industries Association (SEIA), gegründet 1974, ist der nationale Verband der Solarenergiebranche in den Vereinigten Staaten. 
Sie hat ihren Sitz in der Bundeshauptstadt Washington, D.C. 
Die SEIA ist ein gemeinnütziger Wirtschaftsverband nach § 501(c)6 und hatte im Jahr 2019 über 1.000 Mitgliedsunternehmen. 